# آفشين إليان
آفشين إليان (Afshin Ellian) ولد في 27 فبراير 1966 طهران، إيران. أفشين هو بروفسور هولندي من أصل إيراني. يقيم حاليا بمدينة لايدن، هولندا.

## حياته الشخصية
الزوجة: Zarmine Ellian

## تعليمه
التعليم: جامعة تيلبورغ

## مؤلفاته
الكتب: A New Introduction to Jurisprudence: Legality, Legitimacy and the Foundations of the Law